# My Muscae
My Muscae (μ Muscae, förkortad My Mus, μ Mus), som är stjärnans Bayer-beteckning, är en ensam stjärna i nordvästra delen av stjärnbilden Flugan. Den har en genomsnittlig skenbar magnitud av 4,75 och är synlig för blotta ögat där ljusföroreningar ej förekommer. Baserat på parallaxmätning inom Hipparcosuppdraget på ca 9,0 mas, beräknas den befinna sig på ett avstånd av ca 360 ljusår (111 parsek) från solen.

## Egenskaper
My Muscae är en orange till gul jättestjärna av spektralklass K4 III, som sannolikt ligger på den röda jättegrenen, snarare än den asymptotiska jättegrenen, och visar inget tecken på massförlust. Den har en radie som är ca 30 gånger solens radie och avger ca 470 gånger mer energi än solen från dess fotosfär vid en effektiv temperatur på ca 4 100 K.
My Muscae är en långsam, syrerik irreguljär variabel av LB-typ. Den varierar mellan skenbar magnitud +4,71 och 4,76 utan någon fastställd periodicitet.